# Micrapate horni
Micrapate horni är en skalbaggsart som först beskrevs av Pierre Lesne 1899.  Micrapate horni ingår i släktet Micrapate och familjen kapuschongbaggar. Inga underarter finns listade i Catalogue of Life.